# Retama sphaerocarpa
La retama amarilla (Retama sphaerocarpa L.) es un arbusto perteneciente a la familia de las fabáceas. Es originaria del Norte de África y de la península ibérica. Muy frecuente en casi toda la Península, excepto en los Pirineos, Cornisa Cantábrica, Galicia y buena parte de Portugal.

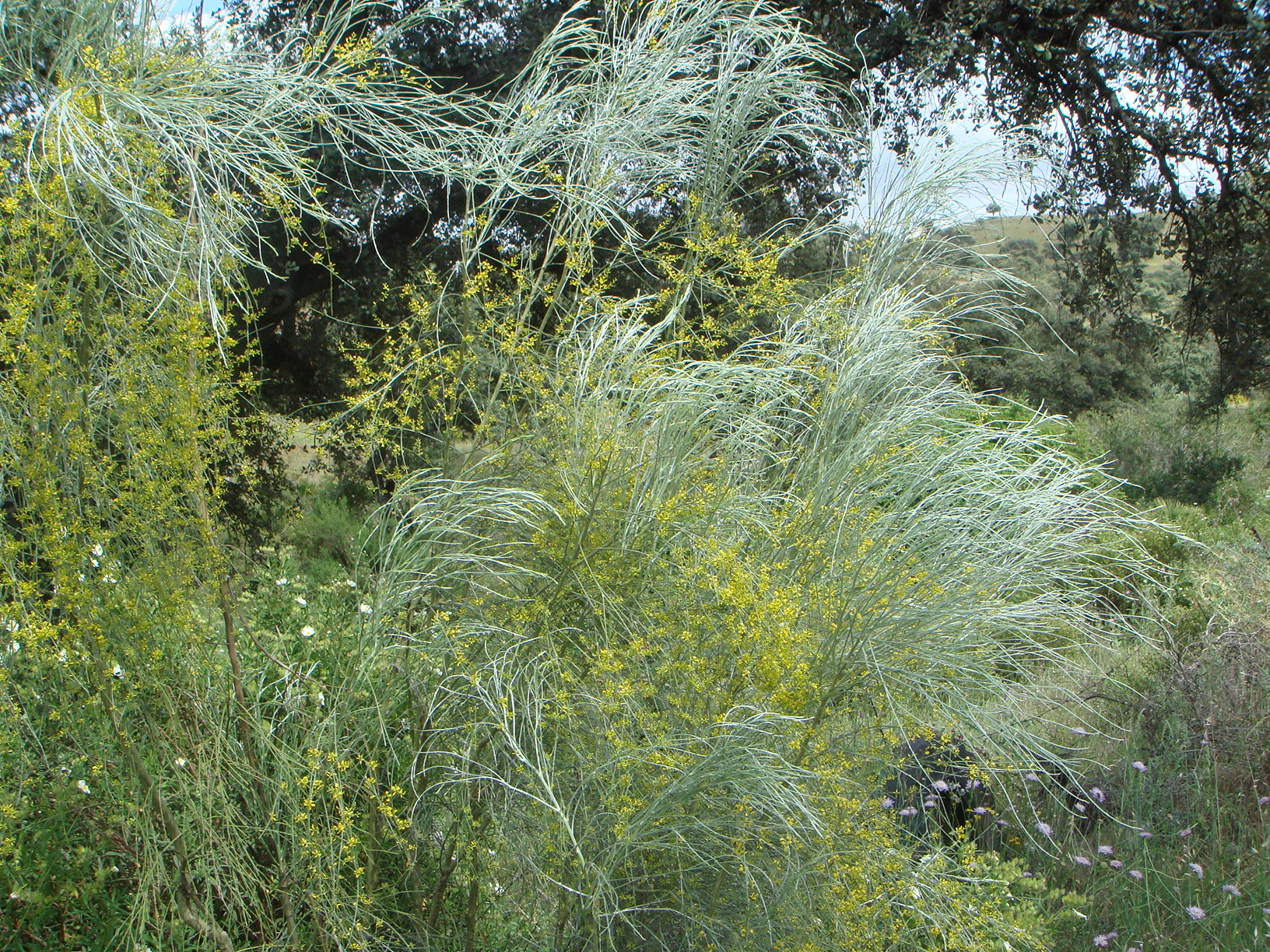
Retama sphaerocarpa
España, Sevilla

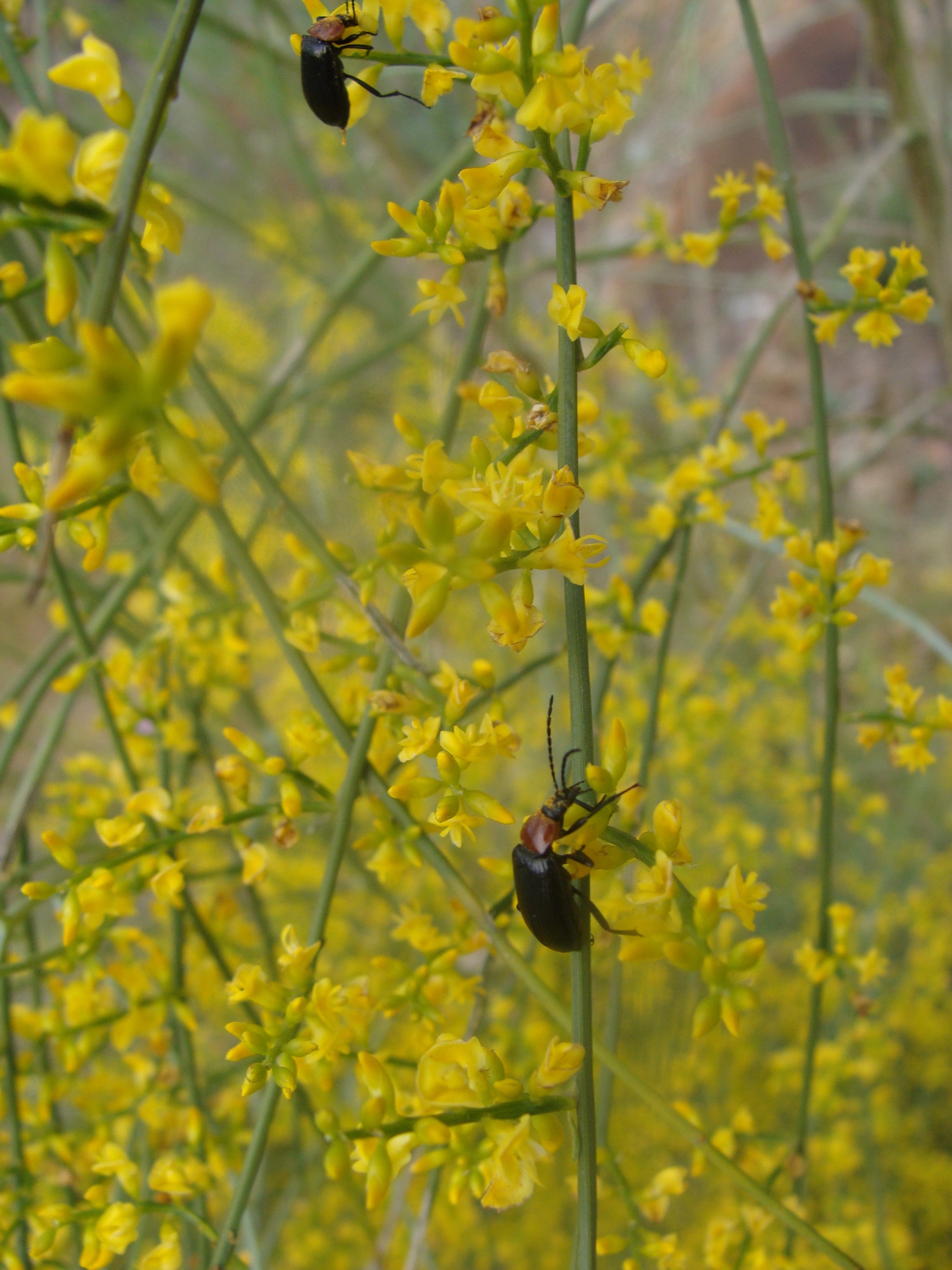
Retama sphaerocarpa
España, Cáceres

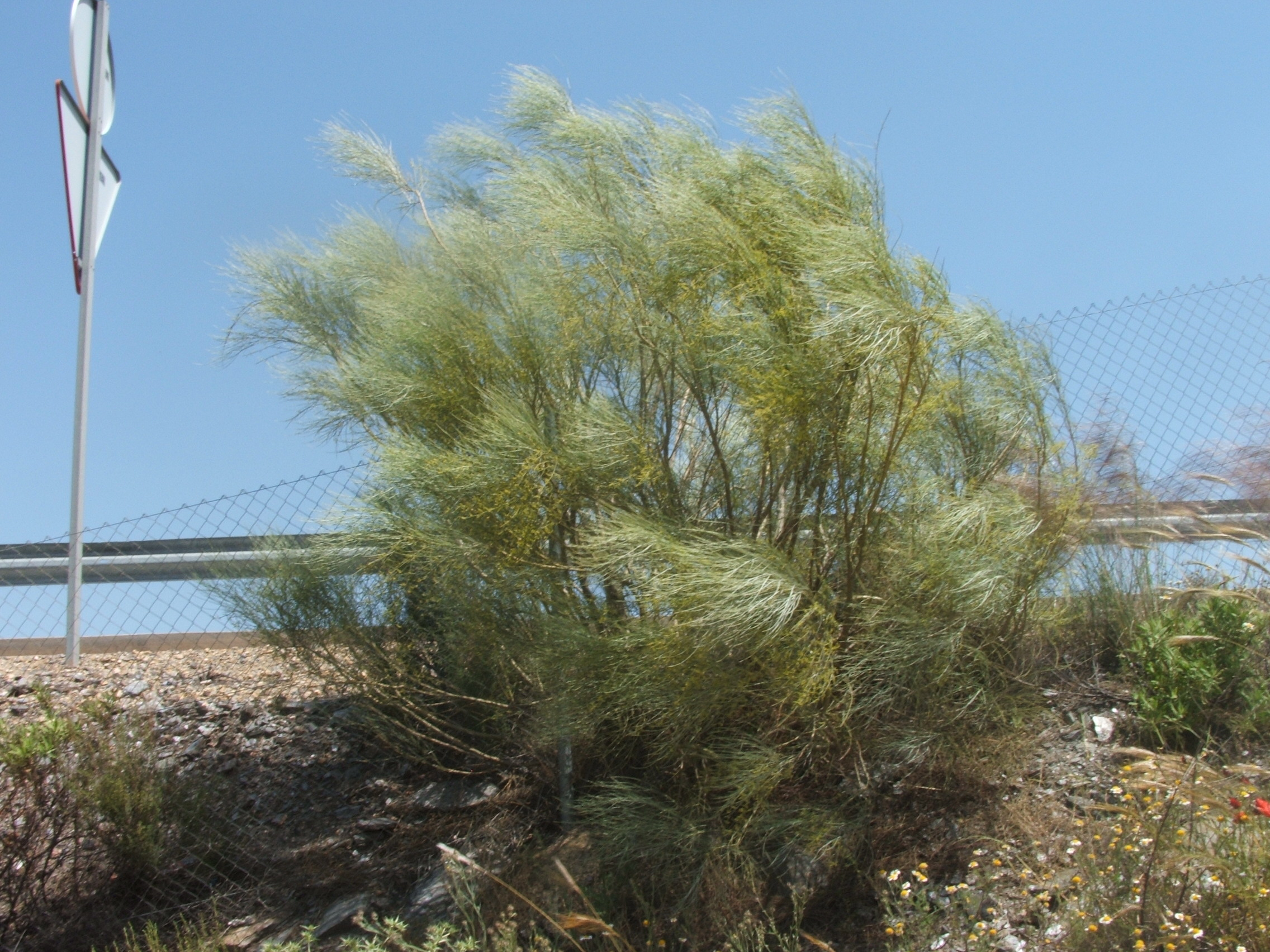
Vista de la planta

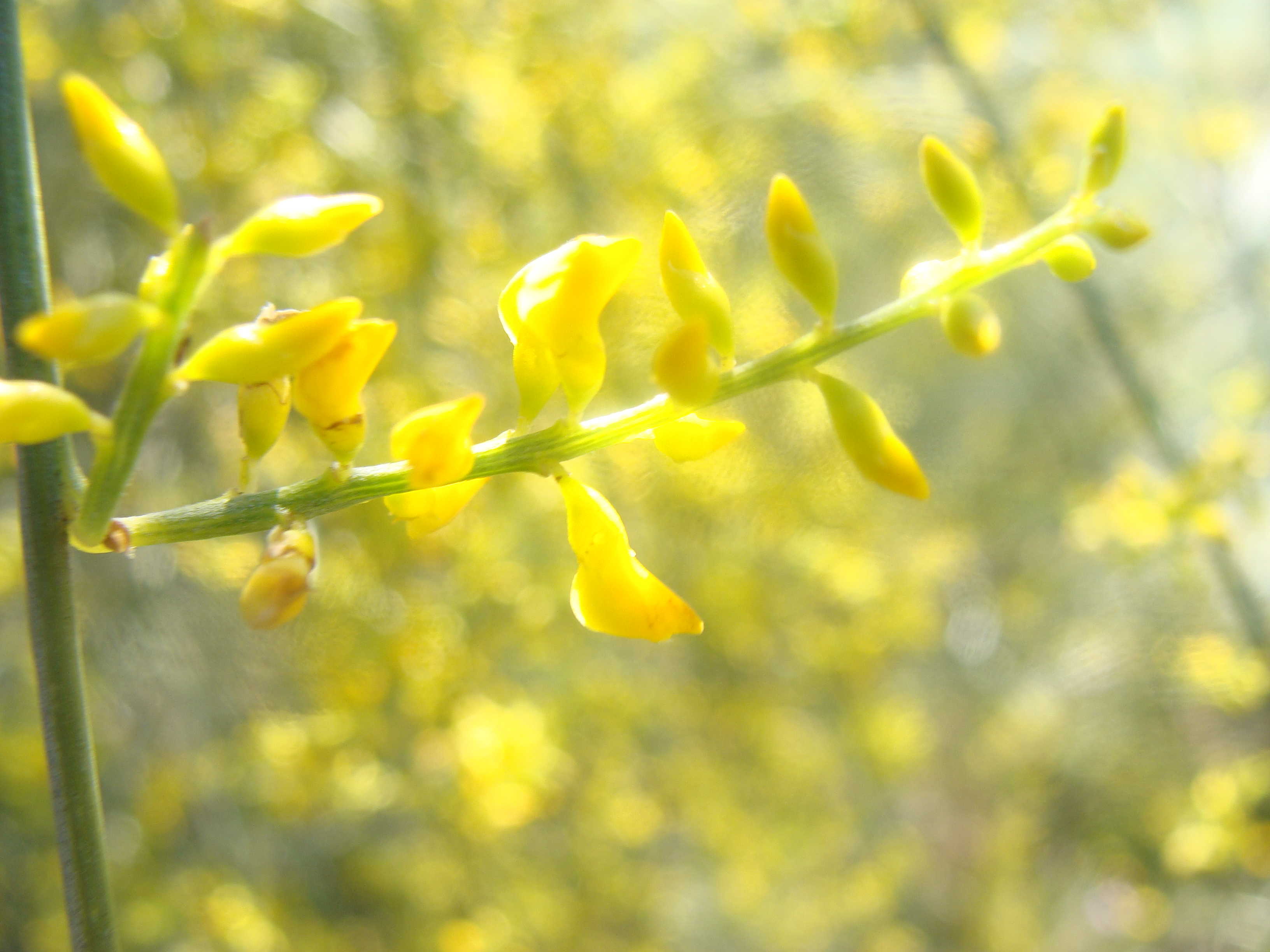
Flores

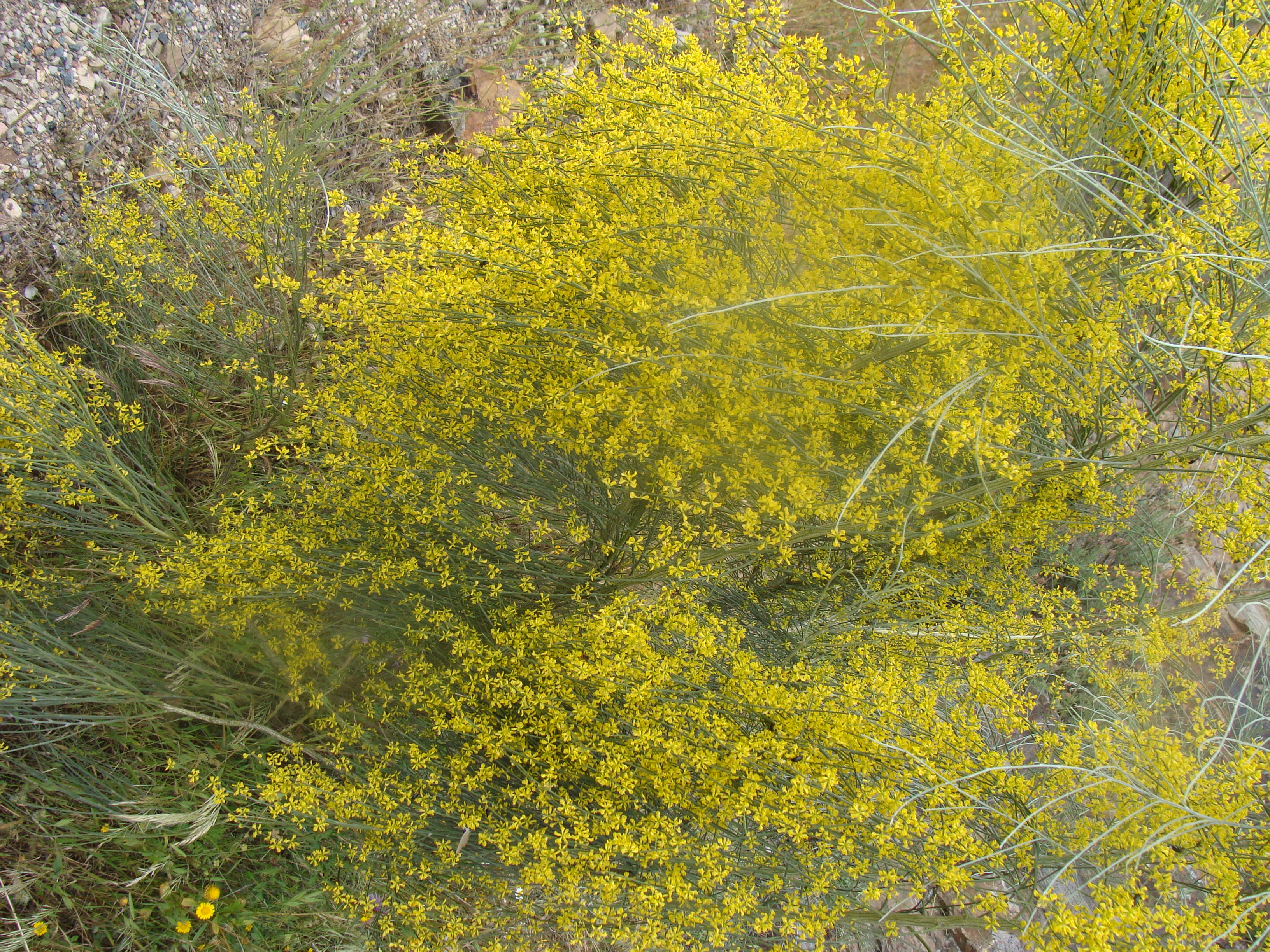
Planta en flor

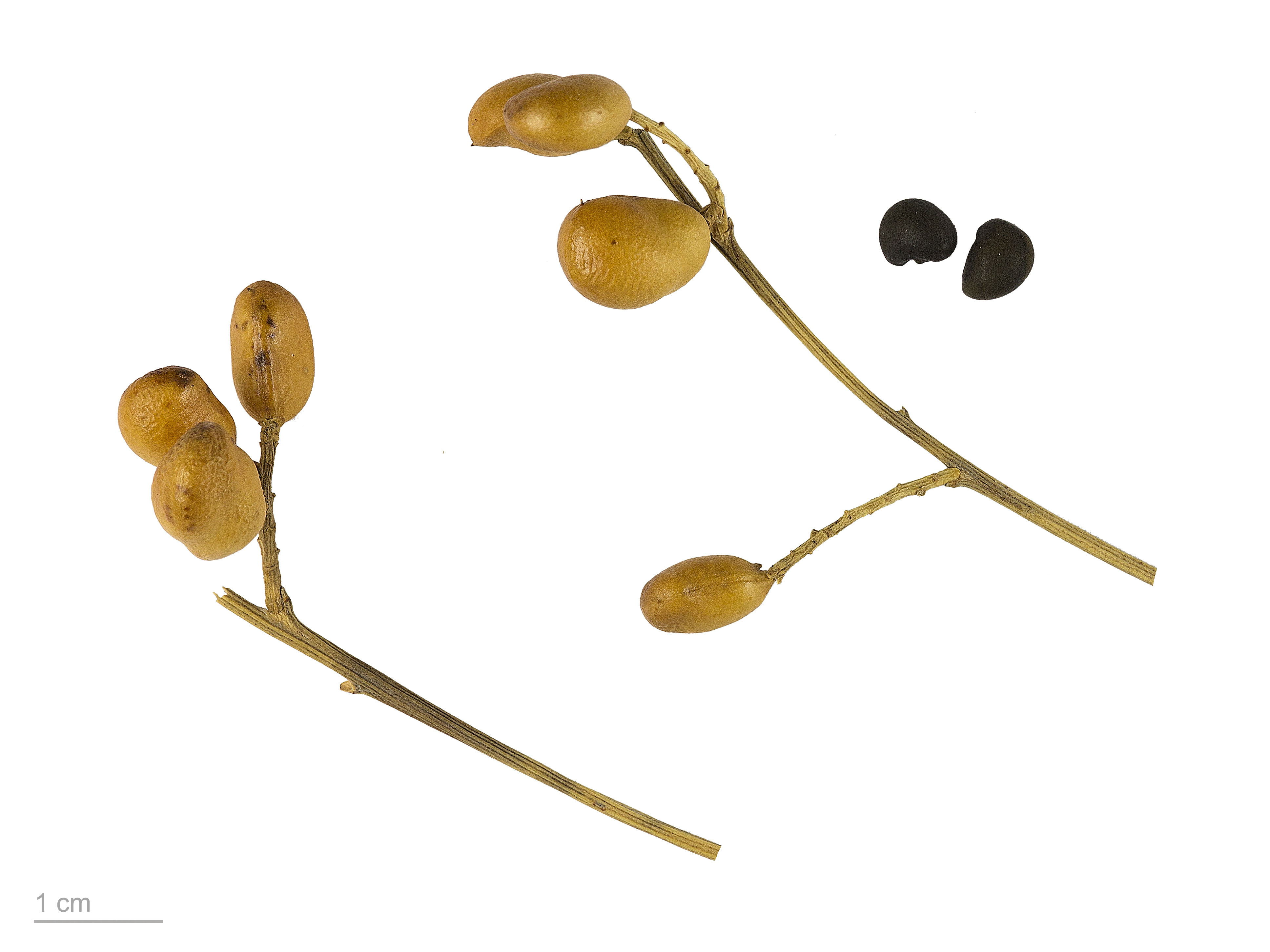
Genista sphaerocarpa, MHNT

## Descripción
Es un arbusto que puede alcanzar 3 m de altura; generalmente desprovisto de hojas, grisáceo y muy ramificado. Posee (o no) las hojas alternas, linear lanceoladas, tempranamente caedizas. Las flores son papilionáceas, muy pequeñas de 5-8 mm de longitud, agrupadas en racimos. Cáliz de 2 a 3,5 mm, bilabiado; el labio superior profundamente bífido, y el inferior dividido en 3 dientecitos agudos. Legumbre más o menos ovoidea, con el mucrón muy poco marcado, de color pajizo. Es fácil de distinguir por sus hojas lineares y, sobre todo, por la cantidad de flores amarillas que produce. Su producción es tan grande, que puede dar la impresión de que es una planta que solo tiene tronco y un montón de pétalos.

## Hábitat
Crece en matorrales seriales producidos por la degradación de los encinares y en pinares.

## Distribución
Nativa del noroeste de África y de la península ibérica. Es una especie común en casi toda la Península, a excepción del norte y buena parte de Portugal. Es xerófila, tolerante a los fríos invernales y a los calores estivales; puede vegetar tanto en suelos calizos como en silíceos desde 0 a 400 m s. n. m.. Puede formar matorrales muy extensos, especialmente por Aragón, La Mancha, sur de Extremadura y Andalucía, donde pasta generalmente el ganado ovino, por lo general en encinares degradados.

## Principios activos
En la corteza y las ramas hallamos un alcaloide llamado retamina y otro denominado d-esparteína, estructuralmente afín. Su uso interno es desaconsejeble por su toxicidad. 

## Uso tradicional
Los peregrinos del Camino de Santiago recogían esta planta para tratar afecciones del aparato respiratorio en fase aguda y en las fiebres eruptivas. En Galicia tradicionalmente se ha empleado para hacer escobas destinadas a barrer. En el pasado fue utilizada para calentar los hornos de las tahonas.

## Taxonomía
Retama sphaerocarpa fue descrita por (L.) Boiss.   y publicado en Voyage botanique dans le midi de l'Espagne 2: 144. 1840.
Etimología
Retama: nombre genérico que deriva de Retáma, -ae f. – del árabe andalusí ratama (ár. culto ratam); castellano: retama f. = nombre de no pocas genísteas, como las retamas propiamente dichas –Retama monosperma (L.) Boiss., R. sphaerocarpa (L.) Boiss. y R. raetam (Forssk.) Webb– y especies varias de los géneros Cytisus L., Genista L. y Spartium L.
sphaerocarpa: epítetocompuesto por las palabras griegas σφαιρα —sphera— y καρποϛ —karpos—  que significa "con frutos esféricos".
Citología
Números cromosomáticos de Retama sphaerocarpa  (Fam. Leguminosae) y táxones infraespecificos: n=24; 2n=48
Sinonimia
- Lygos sphaerocarpa (L.) Heywood in Feddes Repert. 79: 53 (1968)
- Boelia sphaerocarpa (L.) Webb, Otia Hispan. ed. 2 21, tab. 15 (1853)
- Genista sphaerocarpos (L.) Lam., Encycl. 2: 616 (1788)
- Spartium sphaerocarpum L., Mant. Pl. 571 (1771)
- Retama atlantica Pomel in Bull. Soc. Sci. Phys. Algérie 11: 172 (1874)
- Retama sphaerocarpa var. mesogaea (Webb) Willk. in Willk. & Lange, Prodr. Fl. Hispan. 3: 419 (1877)
- Boelia sphaerocarpa var. mesogaea Webb, Otia Hispan. ed. 2 21 (1853)[5]

## Nombres comunes
- Castellano: chinastra, chinestra, escoba alta, escoba florida, escobeta, giniestra, jinestrera, jinestrón, lluvia de oro, retama, retama amarilla, xesta, xestas, retama blanca, retama borde, retama común, retama de bolas, retama de monte, retamón, xinestra.[5]